# Ciment d'aluminat de calci

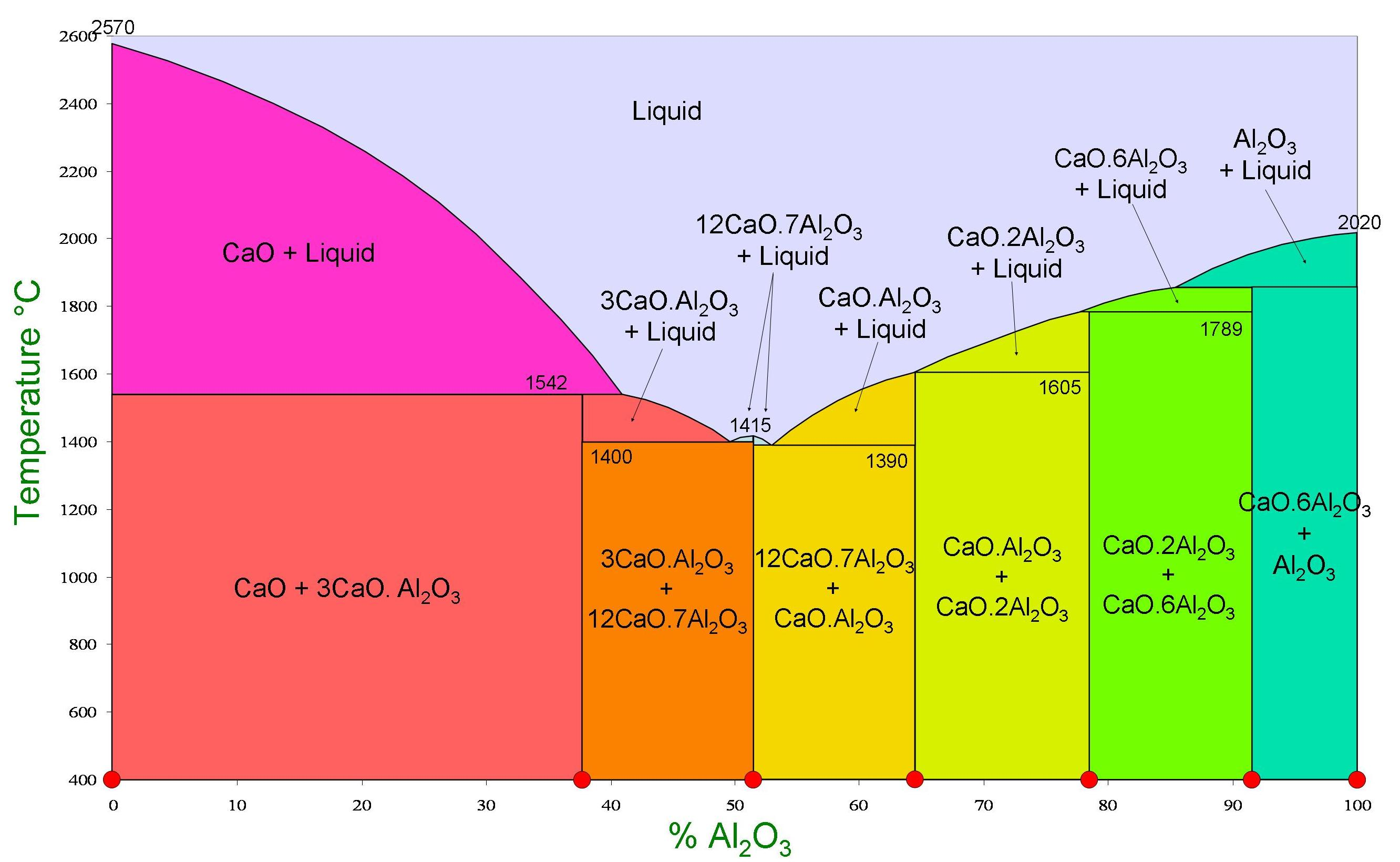
Diagrama de fase dels aluminats de calci presents en el ciment aluminós abans de la hidratació.

Els Ciments d'aluminat de calci o Ciment aluminós (en anglès: "Calcium aluminates, "alumina cements" o "high alumina cements") són ciments que contenen predominantment aluminats de calci hidràulic.

## Història
El mètode de fer ciment a partir de pedra calcària i de bauxita baixa en silici va ser patentat a França l'any 1908 per Bied de la companyia Pavin de Lafarge. El seu desenvolupament inicial va ser el resultat de la recerca d'un tipus de ciment que oferís resistència als sulfats. En francès aquest ciment va ser "Ciment fondu". A partir d'aques moment se’n van descobrir altres propietats.

## Composició
El principal constituent actiu dels ciments d'aluminat de calci és l'aluminat de monocalci (CaAl₂O₄, CaO • Al₂O₃, o CA en la notació química dels ciments. Normalment conté altres aluminats de calci i altres fases derivades de les impureses dels materials de partida. Els constituents d'algunes formulacions típiques inclouen:
| Òxid/Mineral                 | Propòsit general | Buff | Blanc | Refractari |
| ---------------------------- | ---------------- | ---- | ----- | ---------- |
| SiO₂                         | 4.0              | 5.0  | 2.7   | 0.4        |
| Al₂O₃                        | 39.4             | 53.0 | 62.4  | 79.6       |
| Fe₂O₃                        | 16.4             | 2.0  | 0.4   | 0          |
| CaO                          | 38.4             | 38.0 | 34.0  | 19.8       |
| MgO                          | 1.0              | 0.1  | 0.1   | 0          |
| Na₂O                         | 0.1              | 0.1  | 0     | 0          |
| K₂O                          | 0.2              | 0    | 0     | 0          |
| TiO₂                         | 1.9              | 1.8  | 0.4   | 0.1        |
| Aluminat de monocalci        | 46               | 70   | 70    | 35         |
| Heptaaluminat de dodecacalci | 10               | 5    | 0     | 0          |
| Dialuminat de monocalci      | 0                | 0    | 17    | 30         |
| Belita                       | 7                | 5    | 0     | 0          |
| Gehlenita                    | 4                | 14   | 11    | 1          |
| Ferrita                      | 24               | 5    | 2     | 0          |
| Pleocroita                   | 1                | 1    | 1     | 0          |
| Wüstite                      | 7                | 0    | 0     | 0          |
| Corindó                      | 0                | 0    | 0     | 33         |

Les formes minerals prenen totes elles la forma de solucions sòlides amb composicions un poc variables

## Fabricació
Aquest tipus de ciment es fan fonent juntes una mescla de material que aporti calci (normalment òxid de calci de la pedra calcària) i un material que aporti alumini (normalment la bauxita o alúmina refinada per a ciments blancs o refractaris. El material obtingut passa a ser molturat.

## Reacció amb l'aigua
Les reaccions d'hidratació dels ciments d'aluminat de calci és molt complexa. Diversos materials que s'obtenen (incloent la gehlenita i la pleochroita contribueixen a la resistència.
Els aluminat reactius reaccionen amb aigua inicialment per a formar una mescla de:
   CaO • Al₂O₃ • 10 H₂O,
 2 CaO • Al₂O₃ • 8 H₂O,
 3 CaO • Al₂O₃ • 6 H₂O, and Al(OH) ₃ gel,

Els dos primers hidrats a continuació es descomponen a una mescla d'un gel de 3 CaO • Al₂O₃ • 6 H₂O, Al(OH)₃ i aigua, aquest procés s'anomena "conversió". Per la pèrdua d'aigua aquesta conversió causa un increment de la posositat que pot anar acompanyada de la pèrdua de resistència.

## Aplicacions
Pel seu cost relativament alt, els ciments d'aluminat de calci es fan servir en gran nombre d'aplicacions restringides en les quals el cost es justifiqui:
- en formigons per a la construcció quan calgui un ràpid desenvolupament de la seva resistència fins i tot a temperatures baixes.
- com protector de la corrosió microbiana com en infraestructures de clavegueram.
- en ciments refractaris .
- com un component de la mescla de ciments.
- en xarxes de clavegueram per a resistir la corrosió biogènica.

## Problemes
L'ús incorrecte dels ciments d'aluminat de calci ha portat a extensos problemes de construcció, especialment durant el tercer quart del segle xx, quan s'usava aquest ciment per la seva propietat d'enduriment ràpid. Després de diversos anys, aquest ciment es va degradar i alguns edificis van haver de ser enderrocats o rehabilitats a fons. La calor i la humitat acceleren la seva degradació, els sostres i les piscines són unes de les primeres estructures en col·lapsar-se.
A Espanya l'afectació va ser molt gran en els edificis construïts a partir de la dècada de 1950. A Madrid, fins i tot l'estadi de futbol Vicente Calderón va haver de ser reconstruït parcialment.